# Iasió
Segons la mitologia grega, Iasió (en grec antic Ἰασίων), (o Jasió) fou un heroi, fill de Zeus i de la nimfa Electra. Per part de mare descendeix d'Atlant.
Amb el seu germà Dàrdan vivia a Samotràcia, encara que algunes tradicions el fan d'origen cretenc. És conegut sobretot per l'amor que tenia a Dèmeter, però de vegades aquest amor no és correspost, i Jasió vol violentar la deessa, la qual cosa provoca la còlera de Zeus que el fa morir fulminat per un llamp. La majoria d'autors coincideix que l'amor va ser correspost, i de la seua relació amb Demèter va néixer Plutos, la riquesa, que recorre la terra repartint abundància.
Diodor explica que Iasió era germà, a més de Dàrdanos, també d'Harmonia. Va ser iniciat per Zeus en els misteris de Samotràcia i ell mateix inicià nombrosos herois. Quan hi va haver les noces de la seva germana amb Cadme, va retrobar-se amb Dèmeter, la qual va enamorar-se d'ell i li va regalar la llavor del blat. Més endavant, Iasió es casà amb Cíbele, amb qui va tenir un fill anomenat Coribant, epònim dels coribants.